# Koukouldi
Koukouldi est un village du département et la commune rurale de Ténado, situé dans la province du Sanguié et la région du Centre-Ouest au Burkina Faso.

## Géographie
Koukouldi est une commune dont les secteurs d'habitation sont relativement dispersés sur son territoire. Elle est traversée par la route nationale 14, à peu près à mi-chemin entre Ténado à Goundi.

## Économie
L'économie de Koukouldi est liée au marché localisé à proximité de la route nationale.

## Éducation et santé
La commune possède plusieurs écoles primaires.
Koukouldi accueille un dispensaire isolé tandis que le centre de soins le plus proche est le centre de santé et de promotion sociale (CSPS) de Ténado et que le centre médical avec antenne chirurgicale (CMA) se trouve à Réo et le centre hospitalier régional (CHR) à Koudougou.